# Bernardo Daddi

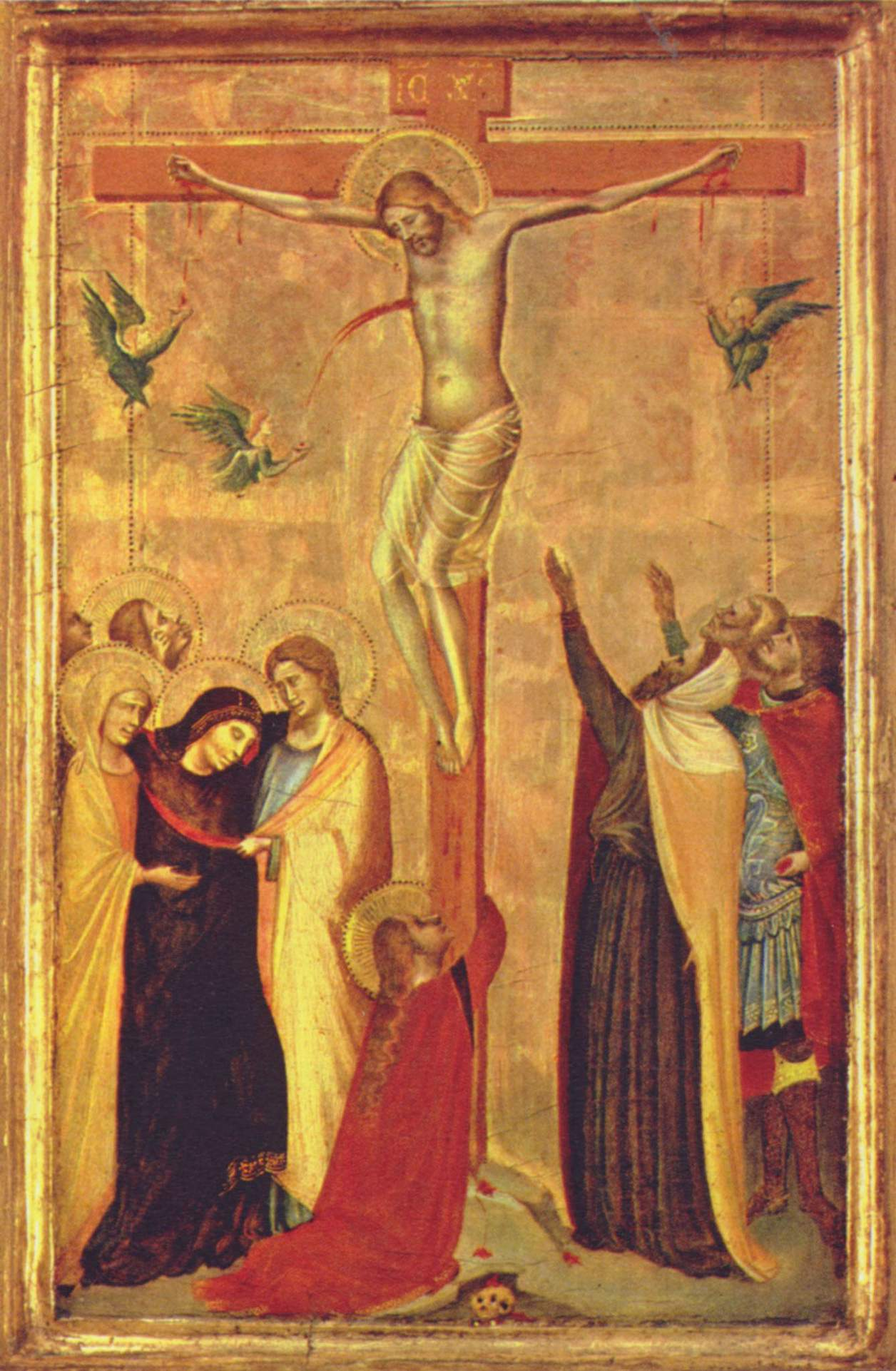
Bernardo Daddi – Korsfästelsen

Bernardo Daddi, född omkring 1280, död 1348, var en florentinsk konstnär.
Daddi arbetade i Giottos stil men utvecklade sig även utöver denna. I sina tidiga fresker i Santa Croce i Florens framstår han redan som en färdig konstnär. Uffiziernas madonnabild och en del på 1330-talet tillkomna små husaltaren visar en ljus färggivning och dekorativa element, som visar på inflytande från Ambrogio di Lorenzo.